# Loudon Wainwright III

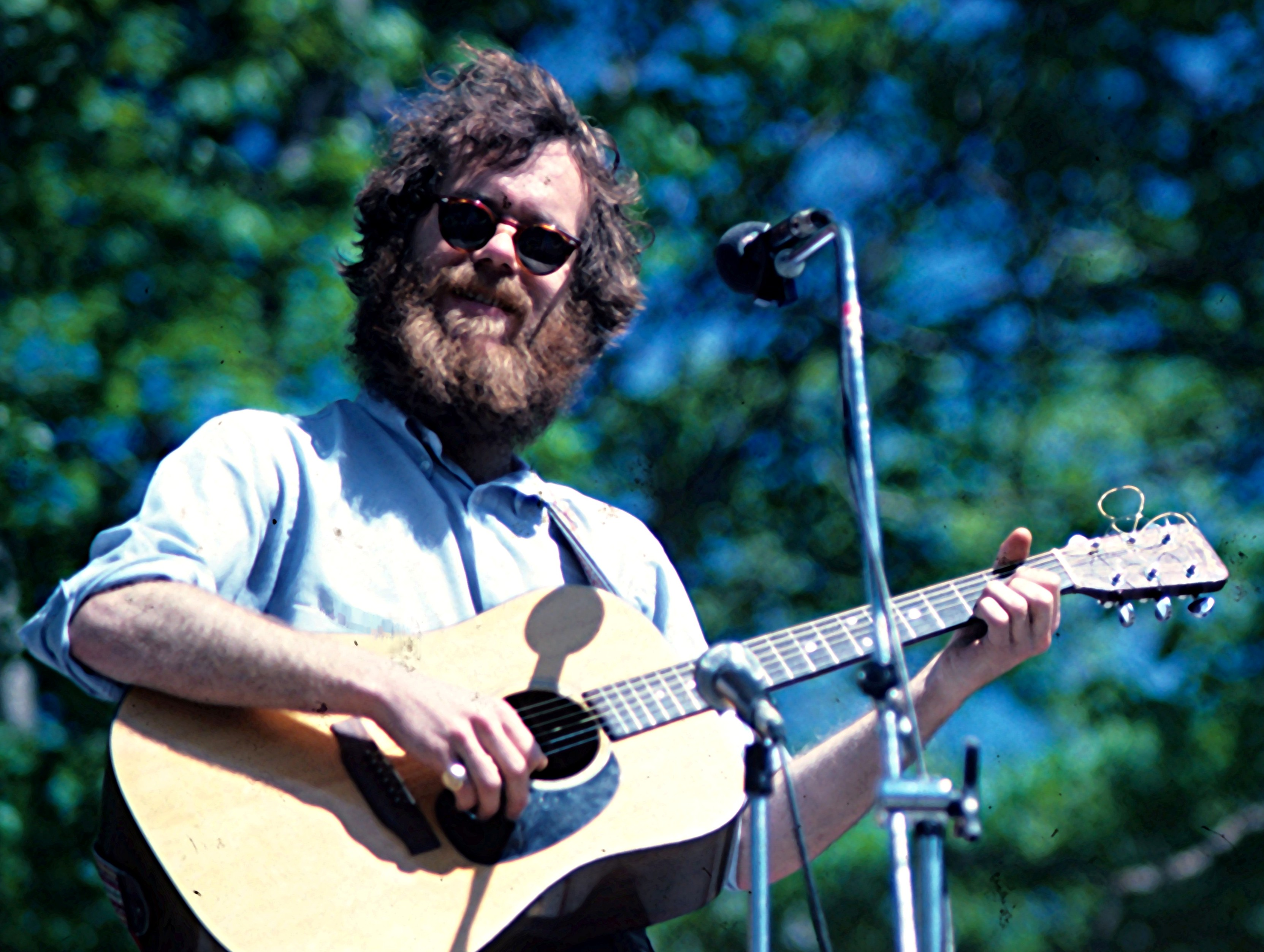
Loudon Wainwright III

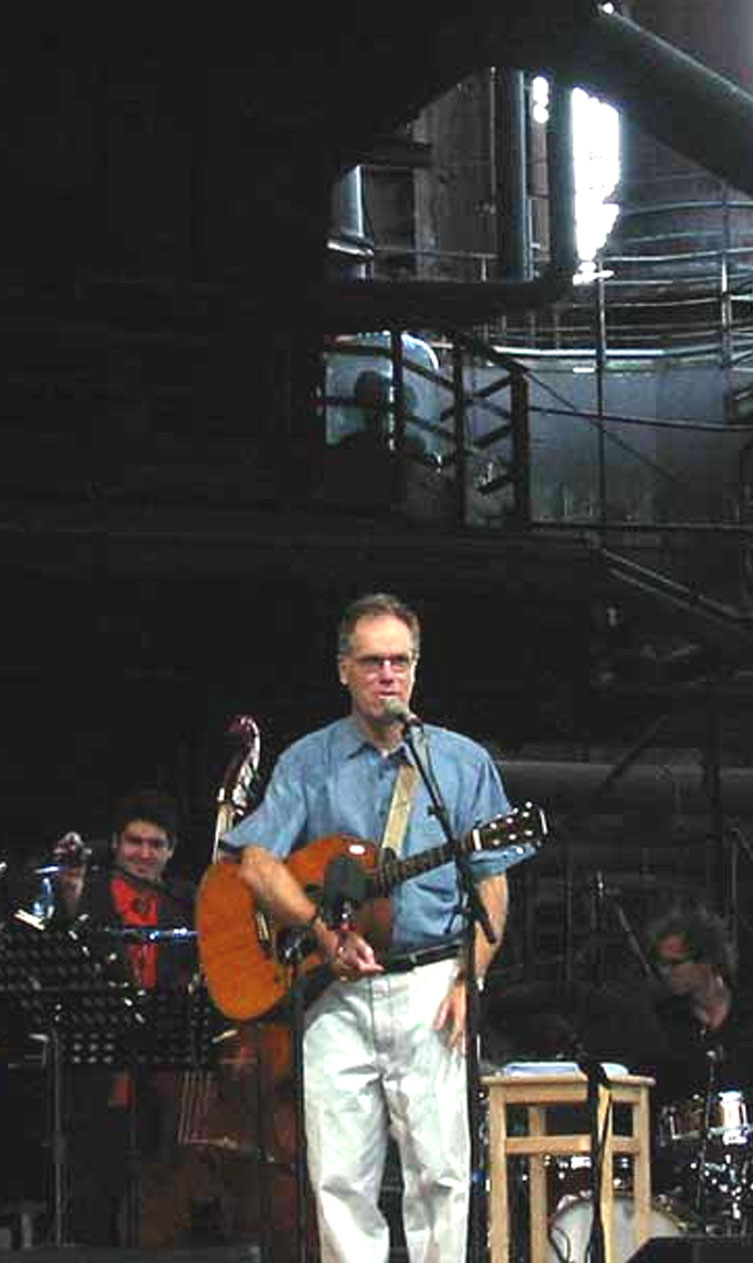
Loudon Wainwright III, Juli 2003

Loudon Snowden Wainwright III (* 5. September 1946 in Chapel Hill, North Carolina) ist ein US-amerikanischer Musiker und Schauspieler.

## Biografie
Wainwright wuchs auf in Bedford, New York. Sein Vater, Loudon Wainwright Jr., war ein bekannter Journalist beim Magazin Life, seine Mutter war Yoga-Lehrerin. Seine Schwester Sloan Wainwright ist ebenfalls Sängerin. Wainwrights Karriere begann Ende der 1960er Jahre in der Folkszene New Yorks. 1970 erschien sein Debütalbum. Einen ersten Erfolg hatte er 1972 mit dem Hit Dead Skunk (In the Middle of the Road). In der Folge veröffentlichte er zahlreiche weitere Alben, von denen zwei für den Grammy nominiert wurden.
Neben seinen musikalischen Aktivitäten arbeitet Wainwright auch als Schauspieler. Einer breiteren Öffentlichkeit wurde er 1975 in seiner Rolle als „singender Chirurg“ in der Fernsehserie M*A*S*H bekannt. Seither ist er in zahlreichen Filmen und Fernsehserien aufgetreten, unter anderem in Aviator (mit Leonardo DiCaprio) und 28 Tage (mit Sandra Bullock).
Aus seiner Ehe mit der kanadischen Sängerin und Songschreiberin Kate McGarrigle gingen ein Sohn, Rufus Wainwright, und eine Tochter, Martha Wainwright, hervor, die ebenfalls Musiker sind. Rufus ist einer von Wainwrights bekannteren Songs gewidmet, eine Ode an die Ernährung mit Muttermilch (Rufus Is a Tit Man), und auch Martha wird in einem Geburtstagsständchen gefeiert (Five Years Old). Aus der Verbindung mit der Sängerin Suzzy Roche (The Roches) ging die Tochter Lucy Wainwright Roche hervor, die ebenfalls Musikerin ist.
In Deutschland war er zuletzt 2003 in Duisburg (siehe Foto) beim Festival RuhrTriennale zusammen mit dem Songwriter Van Dyke Parks zu sehen – auf Einladung des Gitarristen Bill Frisell, der dort die Konzertreihe Century of Song bis 2005 als Musical Director durchführte.
Gemeinsam mit Joe Henry komponierte Wainwright den Soundtrack für Beim ersten Mal (2007). Auf seinem Album 10 Songs for the New Depression von Anfang 2010 ist als eine Hommage auf den New-York-Times-Kolumnisten und Nobelpreis-Ökonomen Paul Krugman der Song The Krugman Blues.

## Diskografie
- Loudon Wainwright III (1970)
- Album II (1971)
- Album III (1972)
- Attempted Mustache (1973)
- Unrequited (1975)
- T Shirt (1976)
- Final Exam (1978)
- A Live One (1979)
- Fame and Wealth (1983)
- I’m Alright (1985)
- More Love Songs (1986)
- Therapy (1989)
- Fame and Wealth / I’m Alright (1991)
- History (1992)
- Career Moves (1993)
- One Man Guy: The Best of Loudon Wainwright III 1982–1986 (1994)
- Grown Man (1995)
- Little Ship (1997)
- BBC Sessions (1998)
- Social Studies (1999)
- Last Man on Earth (2001)
- So Damn Happy (2003)
- Here Come the Choppers! (2005)
- Strange Weirdos (2007)
- Recovery (2008)
- High Wide & Handsome (2009)
- 10 Songs for the New Depression (2010)
- Older Than My Old Man Now (2012)
- Haven’t Got the Blues Yet (2014)
- Surviving Twin (2017)
- I'd Rather Lead a Band (2020)
- Lifetime Achievement (2022)
- Loudon Live in London (2025)

## Filmografie (Auswahl)
- 1974–1975: M*A*S*H (Fernsehserie, 3 Folgen)
- 1985: Die Frau des Profis (The Slugger’s Wife)
- 1989: Jacknife
- 2000: 28 Tage (28 Days)
- 2001–2002: American Campus – Reif für die Uni? (Undeclared, Fernsehserie, 10 Folgen)
- 2002: Ally McBeal (Fernsehserie, 2 Folgen)
- 2003: Big Fish
- 2004: Aviator (The Aviator)
- 2005: Jungfrau (40), männlich, sucht … (The 40-Year-Old Virgin)
- 2005: Elizabethtown
- 2006: Immer wieder Jim (According to Jim, Fernsehserie, eine Folge)
- 2006: Es lebe Hollywood (For Your Consideration)
- 2007: Beim ersten Mal (Knocked Up)
- 2009: G-Force – Agenten mit Biss (G-Force)
- 2009: Parks and Recreation (Fernsehserie, 2 Folgen)
- 2012: Person of Interest (Fernsehserie, eine Folge)
- 2015: True Story – Spiel um Macht (True Story)
- 2018: Mosaic (Fernsehserie, 3 Folgen)

## Beispiele für Songs
Auf Loudon Wainwrights offizieller Website ist sein 2004 entstandener Song Presidents’ Day zu hören, in dem er seine (wie sich nachträglich gezeigt hat, vergebliche) Hoffnung zum Ausdruck bringt, sich nach den US-Präsidentschaftswahlen 2004 wieder auf den alljährlich im Februar begangenen „Tag der Präsidenten“ freuen zu können.